# Sovisänkan
Sovisänkan ligger i provinsen Naitasiri, på ön Viti Levu, Fijis största ö. Sänkan täcker omkring 196 kvadratkilometer och är täckt av en välbevarad tropisk låglandsskog, vilken är Fijis största och artmässigt rikaste. Sovisänkan ligger inom den polynesiska/mikronesiska biologiska hetfläcken, en av jordens 34 hetfläckar. Platsen skyddas gemensamt av Fiji Water och Conservation International.

## Världsarvsstatus
Den 26 oktober 1999 sattes Sovisänkan upp på Fijis tentativa världsarvslista.